# Daniel Paran
Pour les articles homonymes, voir Paran (homonymie).
Daniel Paran (en hébreu : דניאל פארן), né le 2 janvier 1947 et mort le 15 décembre 2018, est un producteur de cinéma et de télévision israélien.

## Biographie
Daniel Paran est né, a grandi et a fait ses études à Jérusalem. Il obtient une licence en économie et relations internationales à l'université hébraïque de Jérusalem et une licence en études télévisuelles et cinématographiques à l'université de San Diego, aux États-Unis.
En 1975, il commence à travailler comme producteur sur la première chaîne de l'Autorité de radiodiffusion d'Israël. Sur cette chaîne, il réalise entre autres : Shalom LeVo Shabbat présenté par le duo Reim, Sheminiot BaAvir, animé par Dalik Wollinitz, ainsi que des programmes de fiction et des documentaires. Dans les années 1980, il est directeur adjoint des programmes de la télévision israélienne. À ce poste, il produit de nombreux programmes et séries ; parmi eux, la série dramatique militaire Anashim BeMil' de 1984. À partir de 1987, il est vice-président des studios Telad. Dans ce cadre, il réalise de nombreuses émissions pour enfants comme Tzipi Bli Hafsaka et Hayot VeHinoukhim. Il continua à occuper son poste lorsque Telad commence à devenir l'une des trois franchises d'Aroutz 2.
Paran fonde la société Drest Productions où il produit et crée des programmes tels que Travail d’Arabe et Shabanikim, qu'il a créés avec Eliran Malka. Il produit également de nombreuses émissions de divertissement telles que Assinu Essek et Toto Mishpahti, présentées par Doudou Topaz, et des telenovelas telles que Laga'at Ba'osher, Esti Ha'méchoéret, Mishak Hahayim et Ha-Alufa. Grâce à son introduction du genre télénovela en Israël, il est surnommé « le père des télénovelas ».
Parmi les productions de Paran figurent des séries dramatiques et des documentaires. Il réalise plusieurs documentaires sur le thème de la Shoah. En 1994, le film Don't Touch My Holocaust réalisé par Asher Talalim, dont Paran était l'un des producteurs, remporte le prix Ophir du meilleur documentaire.
En 1996, il produit le film Nekama. En 2000, son film Kapo remporte l'Emmy Award dans la catégorie « documentaire ».
En 2007, la société Dori Media Group annonce avoir conclu un accord avec Daniel Paran, PDG et unique actionnaire de Paran Productions Ltd., pour l'achat de 75 % des actions de la société pour un montant total de 1,6 million de dollars.
Le 15 décembre 2018, Daniel Paran meurt des suites d'un cancer à son domicile. Avant sa mort, il a créé la série La Reine de Jérusalem, qui traite de la première maire arabe de la ville et qui est diffusée sur Kan 11, ainsi qu'une comédie dramatique, Dor 3. Il laisse derrière lui une femme et sept enfants.